# Malin Marmbrandt
Malin Sofia Otterling Marmbrandt, född 29 april 1985 i Villberga, är en svensk friidrottare (tresteg). Hon tävlar för Västerås FK.
Marmbrandt kom till Västerås FK 2008. Hon tävlade tidigare för Enköpings AIF och tog då SM-silver i längdhopp 2007. Hon tog SM-guld i tresteg 2010 och slog samtidigt personligt rekord och satte ett nytt klubbrekord på 12,74 m.
Vid Europamästerskapen i Amsterdam i juli år 2016 slogs Marmbrandt ut i längdhoppskvalet efter att ha hoppat 6,33. Det krävdes ett hopp på 6,46 för att gå till final. 2019 tilldelades hon Stora grabbars och tjejers märke.

## Personliga rekord
| Utomhus - 100 meter – 12,56 (Gävle 14 juli 2017) - 200 meter – 25,59 (Gävle 14 juli 2017) - 100 meter häck – 14,80 (Lawrenceville, USA 1 maj 2010) - Längdhopp – 6,52 (Monachil, Spanien 7 juli 2017) - Längdhopp – 6,61 (medvind) (Malaga, Spanien 15 juli 2018) - Tresteg – 13,34 (Sätra 25 maj 2017) | Inomhus - 60 meter – 8,03 (Uppsala 27 januari 2018) - Längdhopp – 6,39 (Malmö 20 februari 2021) - Tresteg – 13,15 (Malmö 27 februari 2016) |

### Fotnoter
1. ↑  ”Stora SM 2007”. trackandfield.se. Arkiverad från originalet den 4 maj 2013. https://archive.is/20130504152109/http://www.proteamonline.se/storage/customers/978/editor/resultat%20sm%20i%20friidrott%202007.html. Läst 19 april 2013.
2. ↑  ”Stora SM 2010, dag 2”. trackandfield.se. Arkiverad från originalet den 28 september 2013. https://web.archive.org/web/20130928222604/http://www.trackandfield.se/resultat/2010/100820.htm. Läst 2 september 2013.
3. ↑  ”Stora SM 2015, dag 3”. trackandfield.se. Arkiverad från originalet den 6 juli 2016. https://web.archive.org/web/20160706172117/http://www.trackandfield.se/resultat/2015/150809.htm. Läst 31 oktober 2015.
4. ↑  ”Stora SM 2015, dag 2”. trackandfield.se. Arkiverad från originalet den 6 juli 2016. https://web.archive.org/web/20160706161848/http://www.trackandfield.se/resultat/2015/150808.htm. Läst 31 oktober 2015.
5. 1 2  ”Stora SM 2016”. Arkiverad från originalet den 23 augusti 2017. https://web.archive.org/web/20170823210252/http://212.247.216.72/friidrott/sm16/Resultat.php. Läst 1 november 2016.
6. 1 2  ”Stora SM 2017”. Arkiverad från originalet den 2 oktober 2017. https://archive.today/20171002101026/http://www.trackandfield.se/resultat/2017/170825_27.htm. Läst 1 oktober 2017.
7. ↑  ”Stora SM 2018”. Arkiverad från originalet den 28 augusti 2018. https://web.archive.org/web/20180828053332/http://www.trackandfield.se/resultat/2018/180824.htm. Läst 5 september 2018.
8. ↑  ”Stora inne-SM 2011 dag 1, resultat”. trackandfield.se. Arkiverad från originalet den 5 oktober 2012. https://web.archive.org/web/20121005022150/http://www.trackandfield.se/resultat/2011/110226.htm. Läst 19 juli 2012.
9. 1 2  ”Stora inne-SM 2015, resultat”. archive.is. Arkiverad från originalet den 22 februari 2015. https://archive.is/20150222161525/http://livetiming.se/track/ism15/. Läst 29 mars 2015.
10. 1 2  ”Stora inne-SM 2016, resultat”. livetiming.se. http://livetiming.se/track/ism16/. Läst 26 maj 2016.
11. ↑  ”ISM i friidrott - Växjö 25-26 februari 2017”. telekonsultarena.se. Arkiverad från originalet den 3 september 2017. https://web.archive.org/web/20170903123052/http://telekonsultarena.se/resultat/ISM17/Resultat.php. Läst 7 mars 2017.
12. ↑  ”Inomhus-SM 2019”. liveresults.se. https://liveresults.se/competition/inomhus-sm-2019?tab=results. Läst 17 februari 2019.
13. ↑  ”ISM 2020 Växjö 22-23 februari”. telekonsultarena.se. https://telekonsultarena.se/resultat/ISM20/Resultat.php. Läst 29 februari 2020.
14. ↑  ”Resultat: Inomhus-SM, Malmö/A 19‐21.2.21 Inne”. friidrottsstatistik.se. https://www.friidrottsstatistik.se/resultsswe.php?CID=12976657&Season=2021. Läst 23 juli 2021.
15. ↑  Sveriges befolkning 1990, CD-ROM, Version 1.00, Riksarkivet (2011)
16. ↑  ”Elitsatsning 2010”. vasterasfriidrott.se. 25 juli 2010. Arkiverad från originalet den 21 augusti 2010. https://web.archive.org/web/20100821133835/http://www.vasterasfriidrott.se/default.asp?m=4&u=30. Läst 25 oktober 2016.
17. ↑  ”European Athletics Championships - Amsterdam 2016” (på engelska). european-athletics.org. http://www.european-athletics.org/competitions/european-athletics-championships/history/year=2016/results/. Läst 29 december 2016.
18. ↑  ”Stora Grabbar & Tjejer”. friidrott.se. Arkiverad från originalet den 3 november 2020. https://web.archive.org/web/20201103212141/https://www.friidrott.se/historik/storagrabbar.aspx. Läst 29 mars 2020.
19. 1 2 3 4 5 6 7 8 9  ”Personsida hos IAAF” (på engelska). iaaf.org. https://www.iaaf.org/athletes/sweden/malin-marmbrandt-302403. Läst 6 mars 2019.
20. 1 2 3 4  ”Personsida på European Athletics' webbplats” (på engelska). european-athletics.org. http://www.european-athletics.org/athletes/group=m/athlete=129750-marmbrandt-malin/index.html. Läst 6 mars 2019.